# بویوک زیره
بویوک زیره (انگلیسی: Boyuk Zira) یا نارگین جزیره‌ای در دریای کاسپین و مجمع‌الجزایر باکو است که در خلیج باکو و نزدیکی شهر باکو قرار دارد.
بویوک زیره بزرگترین جزیره‌ای است که خلیج باکو را از دریای جنوب شبه‌جزیره آب‌شوران جدا می‌کند. درازای آن ۳٫۱ کیلومتر و پهنای آن ۹۰۰ متر است. ضلع شمال غربی جزیره عمودی و شیب‌دار است و در آن پوشش گیاهی کمی وجود دارد.
فوک کاسپی، ماهی خاویاری و انواع گوناگونی از پرندگان، مانند اردک، شاه‌ماهی، و خرچنگ از گونه‌هایی هستند که در جزیره بویوک زیره و پیرامون آن یافت می‌شوند.